# Bona Sforza
Bona Sforza d'Aragona (Vigevano, 2 febbraio 1494 – Bari, 19 novembre 1557) è stata regina consorte di Polonia e granduchessa consorte di Lituania dal 1518 fino al 1548 e duchessa sovrana di Bari e principessa di Rossano dal 1524 fino alla sua morte.
Figlia del duca di Milano Gian Galeazzo e di Isabella d'Aragona, fu la seconda moglie del re Sigismondo I (1518), diventando così regina consorte di Polonia e granduchessa di Lituania.
Bona era nipote di Bianca Maria Sforza, che nel 1493 aveva sposato l'imperatore Massimiliano I. Alla morte della madre Isabella nel 1524, Bona le succedette nei titoli di duchessa di Bari e principessa di Rossano, e divenne pure pretendente a nome della famiglia Brienne al Regno di Gerusalemme.

## Biografia

### Infanzia e formazione

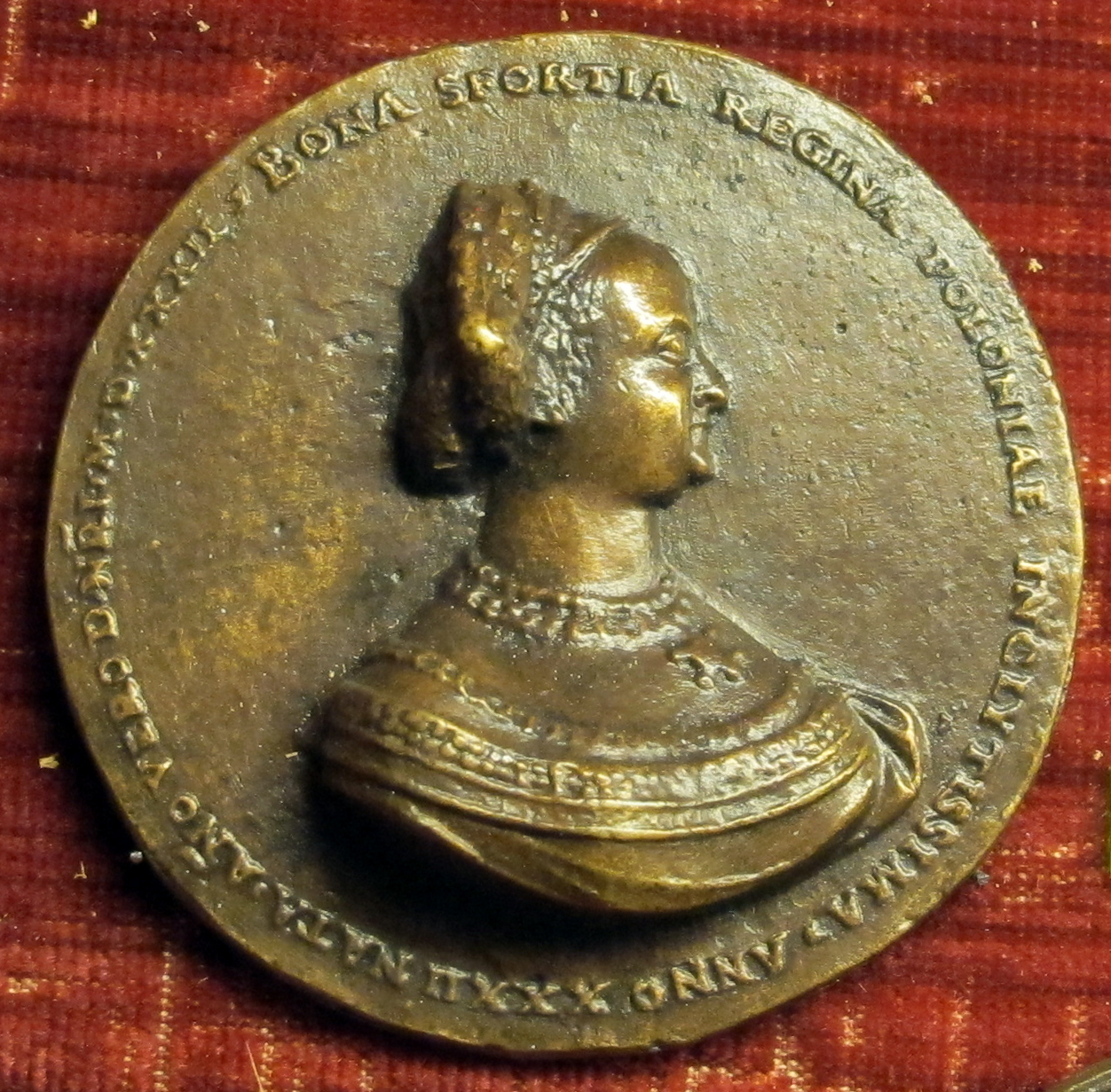
Medaglia di Bona del 1532.

Bona nacque il 2 febbraio 1494 a Vigevano, da Gian Galeazzo Sforza, erede legittimo del Ducato di Milano e Isabella d'Aragona, figlia del re Alfonso II di Napoli. Bona non aveva ancora compiuto un anno quando rimase orfana del giovane padre, forse avvelenato dallo zio Ludovico il Moro, il quale, già suo reggente durante la minore età, prese il potere assumendo il titolo di duca di Milano. Isabella, con le figlie Ippolita e Bona, si allontanò dalla corte milanese nel 1500, quando comprese che i suoi tentativi di far riconoscere i diritti del figlio Francesco Maria Sforza erano vani.
A Napoli e a Bari Bona ricevette un'educazione accurata e versatile, com'era d'uso presso le corti rinascimentali. Il suo precettore principale fu un umanista e poeta, Crisostomo Colonna, membro dell'Accademia Pontaniana, che nel campo letterario s'ispirava alle opere del Petrarca, ed in assenza del Colonna, ebbe come precettore (1503) Antonio De Ferrariis, medico della madre Isabella d'Aragona. Ma la formazione della sua personalità fu curata soprattutto dalla madre, che si preoccupò anche di procurare un matrimonio vantaggioso per la figlia e utile per gli interessi della dinastia: nel 1518, a ventiquattro anni, testimone la cugina Vittoria Colonna, Bona sposava a Napoli nel Castel Capuano il re di Polonia Sigismondo I,  vedovo cinquantunenne di Barbara Zápolya.

### Regina di Polonia

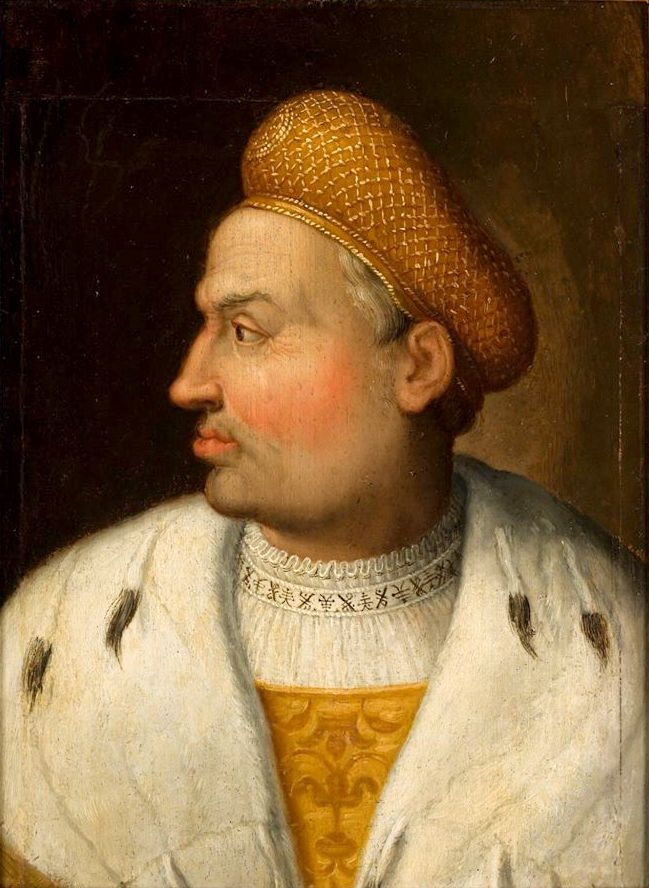
Il marito Sigismondo I

Il 3 febbraio del 1518 Bona Sforza partì insieme al suo seguito dal porto di Manfredonia. A guidare questo viaggio fu Prospero Colonna, nobile condottiero e amante di sua madre Isabella, che commissionò anche la stesura del racconto sul viaggio, scritto dal napoletano Colantonio Carmignano, conosciuto all'epoca come Partenopeo Suavio.
Raggiunta la Polonia, Bona fu incoronata a Cracovia, dove risiedeva la corte nella quale la regina diffuse la cultura rinascimentale italiana. In politica estera ella perseguì una politica di prestigio: nel 1525 la Polonia riuscì a fare della Prussia una sua tributaria, nel 1533 stipulò un trattato di pace con l'Impero ottomano, intrattenne relazioni amichevoli con la Lituania, che nel 1569 si unificherà con la Polonia, e con la Francia, in funzione antimperiale, per premunirsi da eventuali politiche espansioniste degli Asburgo e, nello stesso tempo, nel 1543 fece sposare il figlio Sigismondo Augusto con la principessa Elisabetta d'Asburgo. Intrattenne anche relazioni amichevoli con la Spagna, a motivo dei suoi interessi nel Ducato di Bari.

All'interno Bona tese a rafforzare il potere reale, organizzando alla corte un proprio partito nonché accumulando una notevole quantità di latifondi. Combatté il potere dei nobili allo scopo di fare della Polonia un moderno Stato assolutista, sull'esempio della Francia, della Spagna e dell'Inghilterra: poiché ai nobili era affidato il compito di eleggere il nuovo re, nel 1530, quando era ancora vivo il padre Sigismondo, fece incoronare l'unico figlio Sigismondo Augusto, appena decenne, senza richiedere l'approvazione della nobiltà, in modo da farle intendere che la successione al trono doveva seguire la linea dinastica. I nobili ottennero solo la promessa che nel futuro nessuna incoronazione avrebbe avuto luogo durante la vita del re e senza approvazione della Dieta dei nobili, il Sejm Walny.

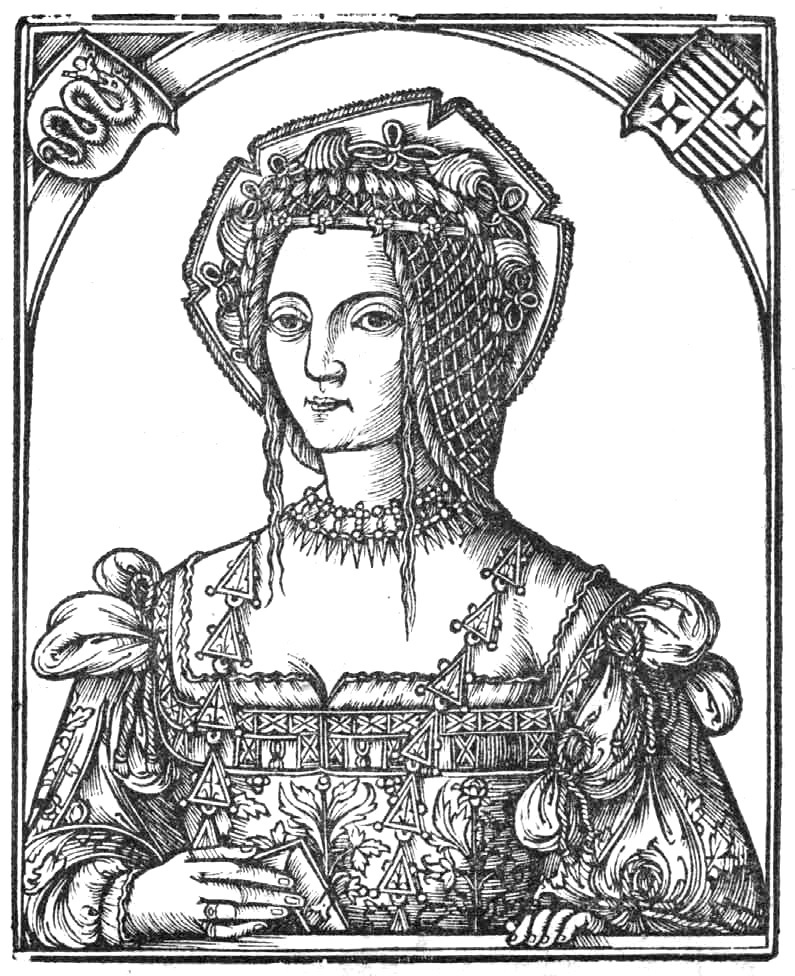
Xilografia raffigurante Bona dall'opera di Decius Iodocus Ludovicus, De vetustatibus Polonorum, del 1521

### La politica religiosa
Ottenute le necessarie dispense papali e con il consenso di Sigismondo, fu lei a scegliere i vescovi, tratti dalla nobiltà, purché servissero con fedeltà il sovrano. Era un modo per assicurarsi i servigi di vescovi meno fedeli alle direttive di Roma e più devoti alla causa dello Stato polacco, oltre che un sistema per sottrarre potere alla nobiltà, che cercò di dividere contrapponendo alla piccola nobiltà che controllava la Dieta la grande aristocrazia del Senato.
In Polonia la popolazione non seguiva un'unica confessione religiosa: oltre a una maggioranza cattolica, vi erano ortodossi, cristiani armeni e musulmani a Oriente, luterani a Nord, ebrei, e piccoli gruppi di calvinisti e di antitrinitari, questi ultimi giunti soprattutto dall'Italia per sfuggire alle persecuzioni. Formalmente, Bona era cattolica ma non è certo se fosse realmente devota a questa confessione come a qualunque altra: al suo confessore, il francescano Francesco Lismanini, fece dono dei Sermoni di Bernardino Ochino, il generale dei cappuccini fuggito dall'Italia prima in Svizzera e poi in Germania, e il Lismanini, precettore del figlio Sigismondo Augusto, insegnava le Istituzioni di Calvino e finì per aderire apertamente al calvinismo. Il medico di Bona Sforza era poi quel Giorgio Biandrata che al tempo era, almeno apparentemente, cattolico, ma divenne un aperto antitrinitario.

### I rapporti col figlio Sigismondo II
Dopo la morte di Elisabetta, avvenuta nel 1545, nel 1547 il figlio Sigismondo sposò, a insaputa sua e della Dieta polacca, Barbara Radziwiłł, appartenente a una famiglia della nobiltà lituana, la quale evidentemente non aveva alcun peso politico nel panorama europeo, un matrimonio che, visto sotto l'aspetto degli interessi dinastici e nazionali, sembrava dimostrare l'immaturità politica del giovane re. Bona stava invece progettando il suo matrimonio con Anna d'Este, figlia del duca Ercole e soprattutto di Renata, strettamente imparentata con la famiglia reale francese per essere figlia di Luigi XII, un matrimonio che avrebbe potuto favorire i suoi sforzi di insediare sul trono di Ungheria la figlia Isabella e che avrebbe rafforzato i suoi interessi in Italia.
È però possibile che Sigismondo avesse intenzionalmente evitato un matrimonio d'interesse, in coerenza coi propri principi morali: si sa che nella sua biblioteca vi erano libri di Calvino e di Erasmo da Rotterdam. Di quest'ultimo possedeva in particolare la Institutio principis christiani nella quale, tra l'altro, l'umanista olandese condannava i matrimoni stipulati dai regnanti per perseguire i propri interessi politici: «I principi dovrebbero rifuggire dalle alleanze straniere e soprattutto dal contrarre matrimoni fuori dai loro confini. Che senso può avere un accordo per il quale un matrimonio cambia a un tratto un irlandese in un sovrano delle Indie o fa di un siriano un re d'Italia? Oltre tutto, i matrimoni regali non garantiscono la pace. L'Inghilterra aveva concluso un'alleanza matrimoniale con la Scozia e tuttavia Giacomo V invase l'Inghilterra».

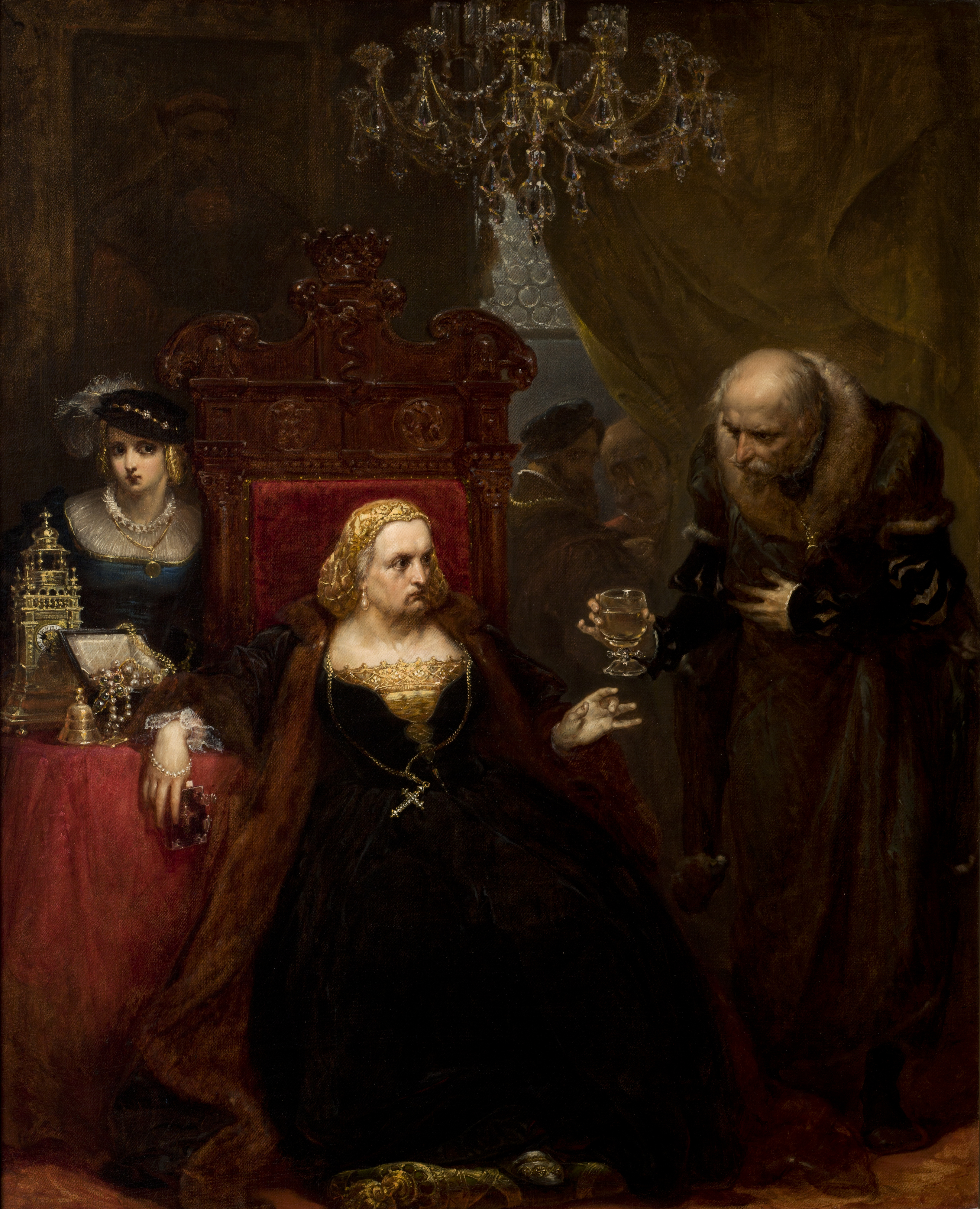
Jan Matejko, Avvelenamento della regina Bona

Nemmeno la Dieta dei nobili approvò il matrimonio, e cercò di far recedere Sigismondo dal passo compiuto, attraverso il ripudio o, in alternativa, abdicando, oppure ancora privando la moglie dei suoi diritti di regina. Tutto fu inutile, e Barbara Radziwiłł fu incoronata, senza che Bona Sforza assistesse alla cerimonia.
Tuttavia Barbara si ammalò molto presto, senza speranza di guarigione e a quel punto Bona volle riconciliarsi con la nuora: in una sua lettera, dichiarò «di riconoscere e onorare la Vostra Altezza Serenissima come propria figlia e beneamata nuora [...] prega e spera che il Signore Iddio vi guarisca presto». La guarigione non ci fu e Barbara Radziwiłł morì a Cracovia a soli trent'anni l'8 maggio 1551, non prima di aver disposto di essere sepolta in patria, a Vilnius. Sigismondo si risposò due anni dopo con Caterina d'Austria, sorella della sua prima moglie Elisabetta, ma anche questa volta non riuscì ad avere figli, portando così la casata degli Jagelloni all'estinzione.
La morte prematura di Barbara riversò sospetti su Bona: in molti casi, non riuscire a stabilire la reale causa di una morte portava a credere all'intervento di pozioni somministrate nel cibo e nelle bevande e la fama di «avvelenatori» che nel Cinquecento circondava i principi italiani ingrandiva le congetture. Inoltre, l'attività di governo da lei esercitata destava lo scontento dello stato nobiliare, il quale vi intravedeva una minaccia al proprio potere, tanto più inammissibile e umiliante, trattandosi di una donna che oltretutto appariva autoritaria e collerica. Dopo trenta anni di regno, nel 1556 la stessa Bona decise di lasciare la Polonia. A quel punto il figlio Sigismondo, sentendo la propria inadeguatezza, cercò di trattenerla ma la decisione era presa: dopo il matrimonio della figlia Sofia, Bona tornò in Italia e si stabilì a Bari.

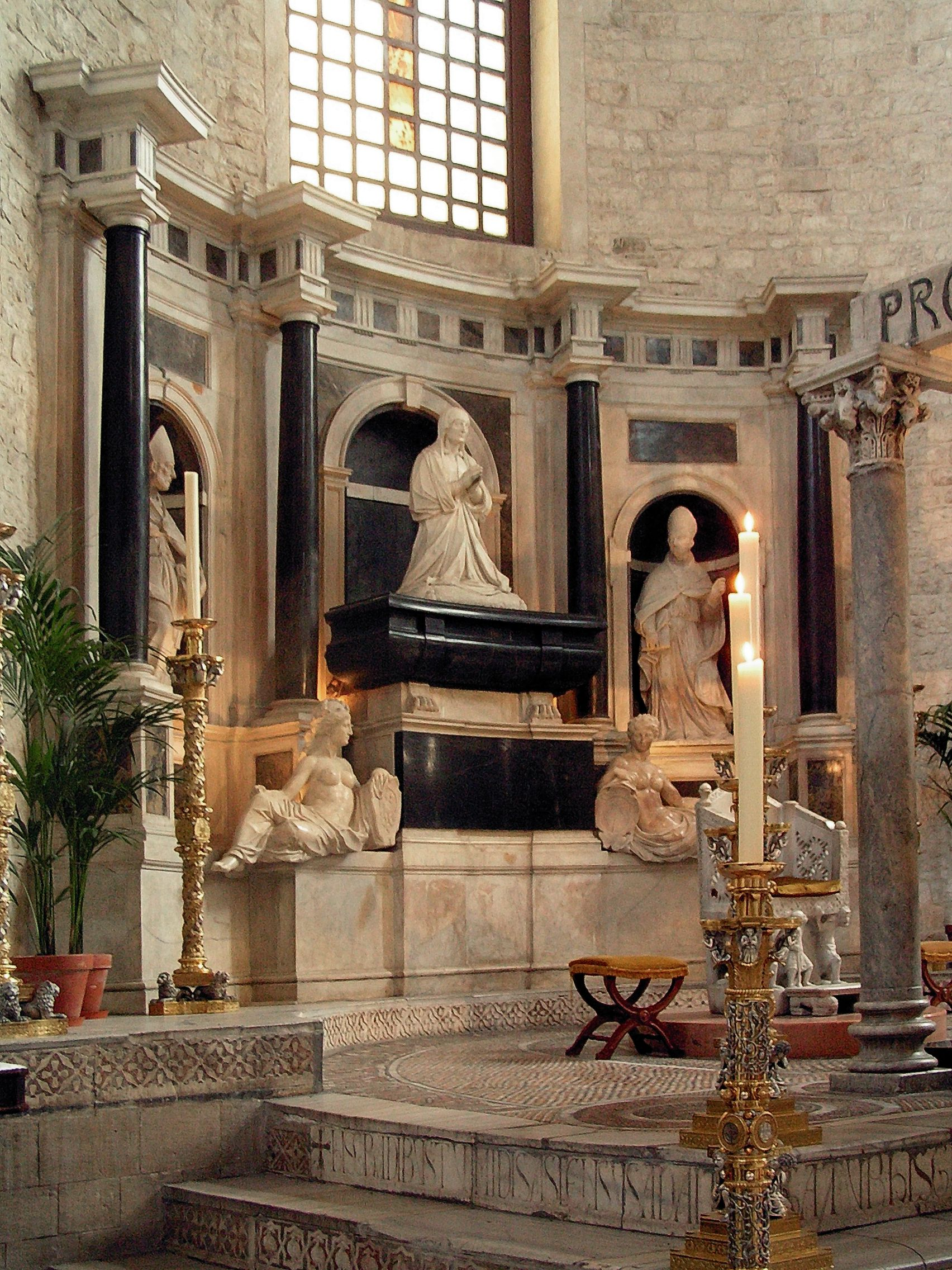
Il mausoleo della duchessa Bona
(Basilica di San Nicola)

### Gli ultimi anni a Bari
L'ultimo periodo polacco di Bona Sforza fu contrassegnato dalla sua aspirazione - poi delusa - ad essere nominata Viceregina di Napoli dagli Asburgo: tale ambizione è oggi documentata dall'epistolario scambiato tra lei e il suo agente diplomatico Pompeo Lanza, che fino a tutto il 1554 la rappresentò, insieme all'ambasciatore Pappacoda, a Bruxelles presso Carlo V  e successivamente fino al 1556 a Londra presso Maria Tudor, la cosiddetta Sanguinaria.
Il suo vecchio ducato era stato impoverito dalle guerre condotte dagli spagnoli contro la Francia: a questo Filippo II non aveva esitato di impadronirsi dei suoi beni. Fu per questo motivo - e per la tradizionale leggenda dei veleni che sarebbero circolati nelle corti italiane - che alla sua morte, nel 1557, nacque la diceria dell'avvelenamento perpetrato dal suo segretario Gian Lorenzo Pappacoda, che avrebbe agito nell'interesse del re spagnolo Filippo.
La sua bara fu portata nella Basilica di San Nicola; rimasta incustodita per molte ore, fu incendiata dalle candele e i suoi resti carbonizzati furono sepolti in una cappella senza particolari decorazioni. Più tardi i figli Sigismondo e Anna provvidero a far costruire un sepolcro sontuoso, situato dietro l'altare maggiore della Basilica, che tuttora è una delle maggiori attrazioni per i visitatori di Bari.

## Aspetto fisico
Bona fu considerata fin dalla giovinezza una donna molto brutta, tanto che la proposta (avanzata da Napoli) di un matrimonio tra lei e il quattordicenne Federico Gonzaga non fu neppure presa in considerazione dalla madre Isabella d'Este, né dall'arcidiacono Alessandro di Gabbioneta, il quale reputava un peccato sacrificare la fiorente bellezza del giovane Federico a una donna "matura e brutta" come Bona. Quest'ultima da parte sua tentava di rendere il proprio volto più grazioso tramite gioielli e stoffe, ma con scarso successo, poiché "niente o poco la agraciava".

## Gli amori

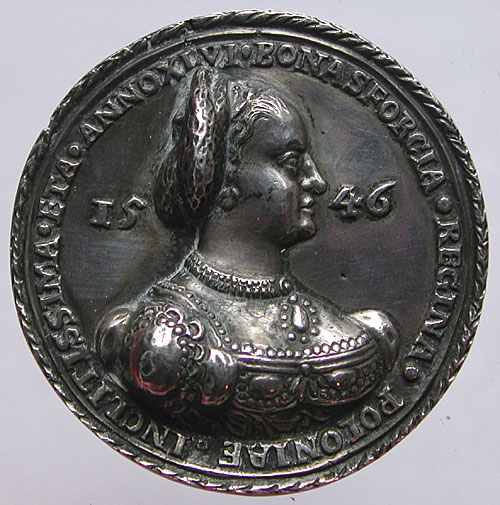
Bona nel 1546.

Durante la giovinezza a Bari ebbe per amante il giovane Ettore Pignatelli, figlio primogenito di Alessandro Pignatelli (amante di sua madre Isabella), che morì poi avvelenato dalla stessa Bona, poiché non aveva voluto seguirla in Polonia e si era anzi sposato.
con real pompa et allegrezza infinita, et essendo coricato la prima notte con lei, non avendola 
trovata vergine, soleva poi sovente dire il re suo marito queste parole: Regina Bona attulit nobis 
tria dona: faciem pictam, vulvam non strictam et pecuniam fictam [ Videlicet: la Regina Bona portò a noi tre doni: una faccia dipinta, una vagina non stretta  e una ricchezza contraffatta]
per cagione delle molte 
monete false che furono trovate fra li 100 mila docati.»
(La verità svelata a’ principi o vero successi diversi tragici et amorosi occorsi in Napoli dall’anno 1442 sin all’anno 1688)
Rimasta vedova del marito, benché fosse già cinquantenne, prese per amante Giovanni Lorenzo Pappacoda, figlio di Francesco, che era fuggito dalla corte di Napoli in Polonia. Tornò poi a Bari proprio per volontà di quest'ultimo, che non intendeva rimanere in Polonia.

## Discendenza
Dal suo matrimonio con Sigismondo I Jagellone nacquero sei figli:
- Isabella (1519 - 1559), sposò nel 1539 Giovanni Zápolya, diventando regina d'Ungheria. Alla morte del marito divenne reggente d'Ungheria;
- Sigismondo II Augusto, (1520 - 1572), Re di Polonia e Granduca di Lituania. Fu il primo sovrano della Confederazione polacco-lituana;
- Sofia (1522 - 1575), sposò nel 1556 Enrico V di Brunswick-Lüneburg, diventando duchessa di Brunswick-Lüneburg;
- Anna (1523 - 1596), sposò nel 1575 Stefano Bathory, diventando principessa di Transilvania. Fu eletta insieme all'allora fidanzato, Báthory, come co-regnante nella seconda votazione della Confederazione polacco-lituana;
- Caterina (1526 - 1583), sposò nel 1562 Giovanni III di Svezia, diventando regina di Svezia;
- Alberto (20 settembre 1527), nato prematuro e morto alla nascita.

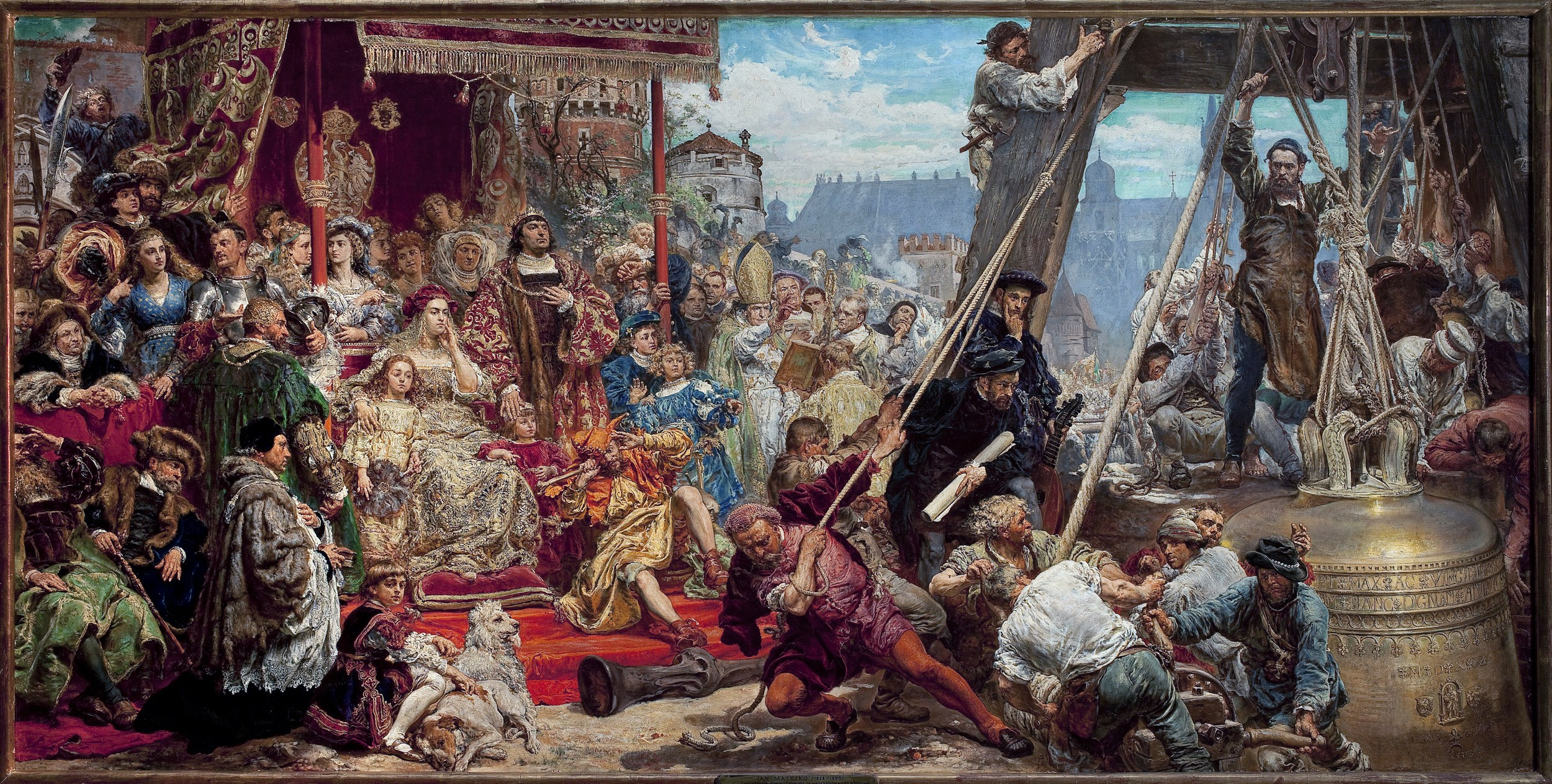
La famiglia di Bona durante la sospensione della campana Sigismondo al campanile della cattedrale di Cracovia nel 1521. Olio su tela di Jan Matejko, 1874, Museo Nazionale di Varsavia

## Ascendenza
|                            |                        |                         | Genitori                  |  |  | Nonni |  |  | Bisnonni         |  |  | Trisnonni              |  |
|                            |                        |                         |                           |  |  |       |  |  | Francesco Sforza |  |  | Muzio Attendolo Sforza |  |
|                            |                        |                         |                           |  |  |       |  |  | Francesco Sforza |  |  | Muzio Attendolo Sforza |  |
|                            |                        | Lucia Terzani           |                           |  |  |       |  |  | Francesco Sforza |  |  |                        |  |
| Galeazzo Maria Sforza      |                        |                         |                           |  |  |       |  |  | Francesco Sforza |  |  |                        |  |
|                            |                        | Bianca Maria Visconti   | Filippo Maria Visconti    |  |  |       |  |  |                  |  |  |                        |  |
|                            |                        | Bianca Maria Visconti   | Filippo Maria Visconti    |  |  |       |  |  |                  |  |  |                        |  |
|                            |                        | Bianca Maria Visconti   | Agnese del Maino          |  |  |       |  |  |                  |  |  |                        |  |
| Gian Galeazzo Maria Sforza |                        | Bianca Maria Visconti   |                           |  |  |       |  |  |                  |  |  |                        |  |
|                            |                        | Ludovico di Savoia      | Antipapa Felice V         |  |  |       |  |  |                  |  |  |                        |  |
|                            |                        | Ludovico di Savoia      | Antipapa Felice V         |  |  |       |  |  |                  |  |  |                        |  |
|                            |                        | Ludovico di Savoia      | Maria di Borgogna         |  |  |       |  |  |                  |  |  |                        |  |
| Bona di Savoia             |                        | Ludovico di Savoia      |                           |  |  |       |  |  |                  |  |  |                        |  |
|                            |                        | Anna di Cipro           | Giano di Lusignano        |  |  |       |  |  |                  |  |  |                        |  |
|                            |                        | Anna di Cipro           | Giano di Lusignano        |  |  |       |  |  |                  |  |  |                        |  |
|                            |                        | Anna di Cipro           | Carlotta di Borbone       |  |  |       |  |  |                  |  |  |                        |  |
| Bona Sforza                |                        | Anna di Cipro           |                           |  |  |       |  |  |                  |  |  |                        |  |
|                            | Ferdinando I d'Aragona | Alfonso V d'Aragona     |                           |  |  |       |  |  |                  |  |  |                        |  |
|                            | Ferdinando I d'Aragona | Alfonso V d'Aragona     |                           |  |  |       |  |  |                  |  |  |                        |  |
|                            | Ferdinando I d'Aragona | Gueraldona Carlino      |                           |  |  |       |  |  |                  |  |  |                        |  |
| Alfonso II d'Aragona       | Ferdinando I d'Aragona |                         |                           |  |  |       |  |  |                  |  |  |                        |  |
|                            |                        | Isabella di Chiaromonte | Tristano di Chiaromonte   |  |  |       |  |  |                  |  |  |                        |  |
|                            |                        | Isabella di Chiaromonte | Tristano di Chiaromonte   |  |  |       |  |  |                  |  |  |                        |  |
|                            |                        | Isabella di Chiaromonte | Caterina Orsini del Balzo |  |  |       |  |  |                  |  |  |                        |  |
| Isabella d'Aragona         |                        | Isabella di Chiaromonte |                           |  |  |       |  |  |                  |  |  |                        |  |
|                            |                        | Francesco Sforza        | Muzio Attendolo Sforza    |  |  |       |  |  |                  |  |  |                        |  |
|                            |                        | Francesco Sforza        | Muzio Attendolo Sforza    |  |  |       |  |  |                  |  |  |                        |  |
|                            |                        | Francesco Sforza        | Lucia Terzani             |  |  |       |  |  |                  |  |  |                        |  |
| Ippolita Maria Sforza      |                        | Francesco Sforza        |                           |  |  |       |  |  |                  |  |  |                        |  |
|                            |                        | Bianca Maria Visconti   | Filippo Maria Visconti    |  |  |       |  |  |                  |  |  |                        |  |
|                            |                        | Bianca Maria Visconti   | Filippo Maria Visconti    |  |  |       |  |  |                  |  |  |                        |  |
|                            |                        | Bianca Maria Visconti   | Agnese del Maino          |  |  |       |  |  |                  |  |  |                        |  |
|                            |                        | Bianca Maria Visconti   |                           |  |  |       |  |  |                  |  |  |                        |  |

## Nella cultura di massa
Bona appare in:
- Dwie królowe - romanzo storico di Józef Ignacy Kraszewski dalla serie letteraria Dzieje Polski, pubblicato per la prima volta nel 1884
- Il funerale della regina - romanzo di Jarosław Iwaszkiewicz dedicato a Bona

## Omaggi
- Le è stata intitolata un'università a Bari, inaugurata nell'anno accademico 2022-23.